# Estádio Aníbal Torres Costa
O Estádio Aníbal Torres Costa, ou simplesmente Aníbal Costa é um estádio de futebol localizado na cidade de Tubarão, no estado de Santa Catarina.
Pertencente ao Hercílio Luz Futebol Clube, o estádio foi utilizado pelo clube no futebol profissional até 1995, ano que o clube licenciou-se dessas atividades. Nesse ano, o Tubarão Futebol Clube passou a mandar seus jogos nesse estádio.
Em 2005, duas semanas após o Tubarão anunciar o seu licenciamento, o Hercílio Luz quase perdeu o estádio, seu maior patrimônio, que foi a leilão para saldar dívidas.
Em 2008, com o retorno do clube tubaronense ao futebol profissional, o estádio voltou a ser utilizado por esse. 
Em 2009, foi emprestado ao Clube Atlético Tubarão, que não podia usar o Estádio Domingos Silveira Gonzales, onde mandou os jogos na Divisão Principal do Catarinense.
Em 2018, o estádio foi vendido por aproximadamente 12 milhões de reais para a 3-Sm Administração de Bens, de São Ludgero. 
Até 2021 o Hercílio Luz poderá continuar mandando seus jogos no estádio. Com o dinheiro da venda, o clube pretende adquirir um novo terreno e construir um novo estádio, além de ampliar suas atividades sociais.